# Rhéal Bélisle
Pour les articles homonymes, voir Bélisle.
Rhéal Bélisle, né le 3 juillet 1919 à Vallée Est dans le Grand Sudbury et mort le 3 novembre 1992, est un ancien député franco-ontarien de l'Assemblée législative de l'Ontario et ancien sénateur au Sénat canadien.

## Biographie
Rhéal Bélisle est un fermier et un homme d'affaires devenu homme politique.
Rhéal Bélisle représente la circonscription électorale de Nickel Belt de 1955 à 1963 en tant que membre du Parti progressiste-conservateur de l'Ontario.  
En 1963, il quitte son siège de député pour devenir sénateur à la demande du Premier ministre du Canada John Diefenbaker. Il demeure sénateur jusqu'à sa mort en 1992. Il est président intérimaire du Sénat canadien du 28 mai 1991 à sa mort.
Rhéal Bélisle fut maire de la ville majoritairement francophone de Rayside de 1946 à 1950 dans le Grand Sudbury. Il a contribué au développement économique du Grand Sudbury et à la défense de l'identité franco-ontarienne.  Décoré de l'Ordre de la Pléiade à titre de Chevalier, 1981. 
Ses parents étaient Jean-Baptiste Germain dit Belisle né à Saint-Jacques, Québec, et Philomène Nault de Hartwell, Québec.  En 1941, il a marié Edna Rainville (1920-2019) de Boninville, Ontario à l'église Notre-Dame-du-Rosaire de Blezard-Valley.  Ils ont eu huit enfants.